# 陳昇琳
陳昇琳，原名陳森霖（1939年—2011年1月2日），台灣戲曲演員、歌仔戲導演、音樂家，苗栗縣銅鑼鄉客家人，善演老生。

## 生平
陳父陳錦海家境富有，學戲後於客家戲團明興社演出；陳母李秀英則於同團擔綱苦旦腳色。陳昇琳青少年時開始學習京劇藝術，拜關漢樓與陳拯文為師，並曾參加兼演歌仔戲的台灣京劇戲班「金山樂社」、客家採茶戲班，有時參加樂隊工作，演奏小喇叭、薩克斯風等西樂器。歌仔戲胡琴（殼子弦、大廣弦、喇叭弦、六角弦）、二胡、三弦、月琴、管、笛、簫、嗩吶等傳統民樂器也很拿手。
早期演出作品以《呂布與貂蟬》（《鳳儀亭》）、《斬經堂》（《吳漢殺妻》）、《秦香蓮》等京劇較有代表性。亦做過電影的武打演員，參與《龍門客棧》（胡金銓作品）等片演出，主要合作的導演是郭南宏。
他是歌仔戲演員葉青的表哥，葉青領銜的華視神仙歌劇團成立後，應邀出任武術指導和身段指導，負責設計武術動作和身段，同時協助劇團導演石文戶（曜齊）、余漢祥導戲。
他在神仙歌劇團學生班擔任指導教師，教身段教唱腔，並負責伴奏，學生有石惠君、陳秀嫦、狄鶯等人。曾為葉青歌仔戲團《金鵰玉芙蓉》電視歌仔戲擔任導演，並兼武術指導、身段指導。
他還曾為中視黃香蓮歌仔戲團《羅通掃北》
擔任導演。
1990年，明聲歌仔戲團《琴劍恨》於台北市國立國父紀念館首演，由陳昇琳擔任武術指導
1991年起，他開始與「河洛歌仔戲團」合作，在《曲判記》、《天鵝宴》、《浮沉紗帽》、《欽差大臣》、《秋風辭》等戲中擔綱要角。
國立復興劇藝實驗學校歌仔戲科（國立台灣戲曲學院歌仔戲學系前身）成立後，擔任專任教師。
2004年因中風臥病。2011年元月四日辭世。

## 電視歌仔戲演出作品
- 華視 
  - 葉青歌仔戲
    - 《瀟湘夜雨》飾馬強
    - 《灞橋煙柳》飾馬雄
    - 《人面桃花》飾慕容成
    - 《岳飛》飾老狼主
    - 《紅鬃烈馬》飾王允
    - 《斷腸紅》飾柳祥
    - 《蛇郎君》飾楊虎
    - 《孟麗君》飾皇甫敬
    - 《秋霜燕子飛》飾崇禎皇帝 、薄成
    - 《春江花月夜》飾丁如龍
    - 《巫山一段雲》 飾 萬法老祖
    - 《周公與桃花女》 飾 火龍真人
    - 《楊家將》 飾 楊繼業、焦贊
    - 《趙匡胤》 飾 高行周
    - 《彩雲天涯》飾馬強
    - 《薛丁山救五美》 飾 薛仁貴
    - 《陸文龍》 飾 岳飛
    - 《紅塵客》 飾 司馬雄
    - 《金縷歌》 飾 曹操
    - 《才子佳人 ～金枝玉葉》飾代宗
    - 《才子佳人 ～花木蘭》飾花弧
    - 《才子佳人 ～蔡松坡與小鳳仙》飾許智
    - 《才子佳人 ～西廂記》飾法本
    - 《新七俠五義》飾包公
    - 《伍子胥過昭關》飾養由基
- 中視 
  - 黃香蓮歌仔戲
    - 《臭頭洪武君》飾劉伯溫
- 台視 
  - 楊麗花歌仔戲
    - 《新狄青》飾焦廷貴
    - 《洛神》飾 陳琳

## 電視歌仔戲導演 、身段指導、 武術指導作品
- 《灞橋煙柳》（武術指導）（華視，葉青歌仔戲）
- 《周公與桃花女》（武術指導）（華視，葉青歌仔戲）
- 《新七俠五義》（武術指導）（華視，葉青歌仔戲）
- 《春江花月夜》（身段指導）（華視，葉青歌仔戲）
- 《才子佳人》（武術指導）（華視，葉青歌仔戲）
- 《紅塵客》（身段指導）（華視，葉青歌仔戲）
- 《金鵰玉芙蓉》（導演）（許再添音樂指導、文場領班、主弦，蕭誠一武場領班，葉青歌仔戲，華視）
- 《蝶戀花》（導演）（許再添音樂指導、文場領班、主弦，王清松武場領班，華視歌仔戲）
- 《羅通掃北》（導演）（簡永福音樂指導、文場領班，洪堯進主弦，王清松武場領班，黃香蓮歌仔戲團，中視）
- 《楊宗保與穆桂英》（開元藝坊，力霸友聯電視台）
- 《大劈棺》（開元藝坊，力霸友聯電視台）
- 《孟麗君》（開元藝坊，力霸友聯電視台）
- 《喬太守亂點鴛鴦譜》（開元藝坊，力霸友聯電視台）
- 《王老虎搶親》（開元藝坊，力霸友聯電視台）
- 《棒打薄情郎》（開元藝坊，力霸友聯電視台）

## 舞台歌仔戲導演作品
- 《金枝玉葉》（劉文亮音樂設計、主弦，陳美雲歌劇團）
- 《秦香蓮》（劉文亮音樂設計、主弦，陳美雲歌劇團）
- 《貍貓換太子》（《丹心救主》，劉文亮音樂設計、主弦，陳美雲歌劇團）
- 《洛水之秋》（劉文亮音樂設計、主弦，王清松打鼓，尚和歌仔戲劇團）
- 《刺桐花開》（與李小平合導，莊步超打鼓，陳美雲歌劇團）
- 《河邊春夢》（時裝歌仔戲，合導，呂冠儀音樂設計，周以謙主弦，莊步超、陳申南打鼓，陳美雲歌劇團）等。